# Anni 250 a.C.
Gli anni 250 a.C. sono il decennio che comprende gli anni dal 259 a.C. al 250 a.C. inclusi.

## Nati
- Qin Shi Huang, imperatore cinese († 210 a.C.)256 a.C.
- Gao Zu, imperatore cinese († 195 a.C.)255 a.C.
- Xu Fu, esploratore e navigatore cinese254 a.C.
- Marco Livio Salinatore, politico romano († 204 a.C.)253 a.C.
- Filopemene, militare greco antico († 183 a.C.)

## Morti
- Timarco di Mileto, politico e militare greco antico258 a.C.
- Annibale Giscone, condottiero cartaginese257 a.C.
- Bai Qi, generale cinese256 a.C.
- Quinto Cedicio, politico romano255 a.C.
- Menippo di Gadara, filosofo e scrittore greco antico (n. 310 a.C.)254 a.C.
- Areo II, sovrano spartano (n. 262 a.C.)253 a.C.
- Lucio Postumio Megello, politico e generale romano251 a.C.
- Asdrubale di Annone, generale cartaginese250 a.C.
- Geronimo di Cardia, storico e militare greco antico (n. 354 a.C.)
- Gongsun Long, filosofo cinese (n. 320 a.C.)
- Magas, sovrano macedone antico
- Posidippo, commediografo greco antico (n. 316 a.C.)